# Sean McMonagle
Sean McMonagle (* 19. Januar 1988 in Oakville, Ontario) ist ein italo-kanadischer Eishockeyspieler, der seit 2018 bei Frisk Asker in der norwegischen GET-ligaen unter Vertrag steht.

## Karriere

### Juniorenzeit
Sean McMonagle begann seine Karriere in der Jugendmannschaft der Oakville Rangers Minor. In der Saison 2003/04 lief der Linksschütze als Mannschaftskapitän auf und konnte exakt 100 Scorerpunkte erzielen, davon 35 Tore und 65 Assists. In der folgenden Saison blieb er in derselben Stadt, wechselte jedoch zur Mannschaft der Oakville Blades, die in dieser Saison in der OPJHL spielten, obwohl er beim OHL Priority Draft 2004 von den Peterborough Petes in Runde acht als insgesamt 147. Spieler ausgewählt worden war. Dort konnte er in zwölf Spielen drei Scorerpunkte erzielen, woraufhin er zu den Hamilton Red Wings wechselte, die ebenfalls in der OPJHL spielten. Dort konnte er in 19 Spielen zwölf Mal scoren. Auch in der folgenden Saison spielte McMonagle in Hamilton. Er konnte die Scorerpunktzahl aus dem Vorjahr mit 34 Punkten fast verdreifachen.

### Spielzeiten in der NCAA und ECHL
Zur Saison 2006/07 nahm Sean McMonagle ein Studium an der Brown University auf und spielte für deren Eishockeyteam in der höchsten College-Liga NCAA. Dort absolvierte er so gut wie alle Spiele und wurde, obwohl er nicht besonders viele Scorerpunkte erzielen konnte, zu einem absoluten Leistungsträger und Führungsspieler und wurde 2008, 2009 und 2010 in das All-Academic-Team der ECAC, einer der Conferences der National Collegiate Athletic Association, gewählt. Er blieb in diesen Saisons stets verletzungsfrei, was seiner Entwicklung sehr half.
Gegen Ende der Saison 2009/10 verließ McMonagle mit Abschluss seines Studiums die Mannschaft der Brown University und damit auch die Junioren- und College-Ligen. Zu seinem ersten Einsatz in einer Profiliga kam McMonagle bei den Las Vegas Wranglers, die zu dieser Zeit in der ECHL spielten. In der Saison 2009/10 absolvierte er noch drei Spiele für die Wranglers, erzielte jedoch weder Tore noch Assists. Seine ersten Punkterfolge konnte er erst in der darauffolgenden Saison erzielen. In der Saison 2010/11, in der er wieder für die Wranglers auf dem Eis stand, konnte er in 61 Spielen immerhin zwei Tore und neun Assists, insgesamt also elf Scorerpunkte, verbuchen.

### Engagement in Europa
Seine erste Station in Europa war die zweite schwedische Liga HockeyAllsvenskan. Dort stand er für eine Saison bei Tingsryds AIF auf dem Eis. Nach dieser einen Saison wechselte er nach Italien in die Serie A1 zum HC Alleghe. Dort konnte er auch seine Offensivqualitäten beweisen.
Zur Saison 2013/14 wechselte McMonagle zum EC Bad Nauheim, welcher zuvor (2013) in die DEL2 aufgestiegen war.
Im Sommer unterschrieb McMonagle zunächst einen Vertrag beim französischen Erstligisten ASG Angers (Ducs d’Angers), den er aber Anfang September 2014 auflöste und zum HC Bozen in die Österreichische Eishockey-Liga wechselte. Im Mai 2016 wechselte er innerhalb der EBEL zu den Orli Znojmo und spielte dort bis zum Ende der Saison 2016/17. Anschließend wurde er vom Dornbirner EC verpflichtet. Aber auch dort blieb er lediglich ein Jahr und verabschiedete sich dann Richtung Norwegen, wo er nunmehr für Frisk Asker in der GET-ligaen spielt.

### International
Seit seiner Einbürgerung ist McMonagle für die Italienische Eishockeynationalmannschaft spielberechtigt. Sein Debüt für die Südeuropäer gab er bei der Weltmeisterschaft 2016 in der Division I, als ihm mit seiner Mannschaft der Aufstieg in die Top-Division gelang. Nach dem Abstieg 2017, an dem McMonagle nicht beteiligt war, stieg er bei der Weltmeisterschaft 2018 erneut mit den Italienern in die Top-Division auf.

## Erfolge und Auszeichnungen
- 2008 ECAC All-Academic Team
- 2009 ECAC All-Academic Team
- 2010 ECAC All-Academic Team
- 2016 Aufstieg in die Top-Division bei der Weltmeisterschaft der Division I, Gruppe A
- 2018 Aufstieg in die Top-Division bei der Weltmeisterschaft der Division I, Gruppe A

## Karrierestatistik
(Legende zur Spielerstatistik: Sp oder GP = absolvierte Spiele; T oder G = erzielte Tore; V oder A = erzielte Assists; Pkt oder Pts = erzielte Scorerpunkte; SM oder PIM = erhaltene Strafminuten; +/− = Plus/Minus-Bilanz; PP = erzielte Überzahltore; SH = erzielte Unterzahltore; GW = erzielte Siegtore; 1 Play-downs/Relegation; Kursiv: Statistik nicht vollständig)